# Liste der Mitglieder der Deutschen Akademie der Naturforscher Leopoldina/1801
Die Liste der Mitglieder der Deutschen Akademie der Naturforscher Leopoldina für 1801 enthält alle Personen, die im Jahr 1801 zum Mitglied ernannt wurden. Insgesamt gab es drei gewählte Mitglieder.

## Mitglieder
| Nr.  | Name                           | Beiname         | Geboren       | Aufnahme | Gestorben     | Bild                                             | Datenbank               |
| ---- | ------------------------------ | --------------- | ------------- | -------- | ------------- | ------------------------------------------------ | ----------------------- |
| 1016 | Dawson Turner                  | Theodotus II.   | 18. Okt. 1775 | 28. Jun. | 21. Juni 1858 | Dawson Turner. Stich von A. Fox nach M. W. Sharp | Dawson Turner           |
| 1017 | Georg Gustav Detharding        | Cleophantus II. | 22. Juni 1765 | 15. Aug. | 3. Feb. 1839  | Georg Gustav Detharding                          | Georg Gustav Detharding |
| 1018 | Johann Heinrich Friedrich Link | Cleophanes      | 2. Feb. 1767  | 15. Aug. | 1. Jan. 1851  | H. F. Link                                       | Heinrich Friedrich Link |